# جاكلين ويلسون
السيدة جاكلين ويلسون (بالإنجليزية: Jacqueline Wilson)‏ (من مواليد 17 ديسمبر 1945) هي كاتبة أدب أطفال إنجليزية. أثارت رواياتها الشائكة المتناولة غالباً لمواضيع حساسة مثل التبني، الطلاق، والأمراض العقلية جدلا واسعا. كما ظهرت أربعة من مؤلفاتها في استطلاع بي بي سي «بيغ ريد» الذي أعدته هيئة الإذاعة البريطانية (بي بي سي) لأكثر 100 كتاب شائع في المملكة المتحدة.
خلال مسيرتها المهنية ألفت ويلسون أكثر من مائة كتاب والعديد من الكتب المتسلسلة أبرزها سلسلة تريسي بيكر، التي صدرت في عام 1991 عن قصة تريسي بيكر الناجحة بثلاث أجزاء والتي حولت إلى مسلسل تلفزيوني بأربعة أجزاء على قناة سي بي بي سي: قصة تريسي بيكر، عودة تريسي بيكر، أرض الإغراق، وتريسي بيكر ملفات البقاء على قيد الحياة.
من أجل إسهاماتها في أدب الطفل حازت ويلسون على رتبة الإمبراطورية البريطانية ووسام الجمعية الملكية للأدب كما رشحت لجائزة هانز كريستيان أندرسن الدولية في المملكة المتحدة عام 2014.

## حياتها
كتبت ويلسون أول كتاب لها من 22 صفحة بعنوان Meet the Maggots حول عائلة مكونة من سبعة أفراد في سن التاسعة. خلال حياتها درست ويلسون مهنة السكرتارية أولاً ثم الصحافة والنشر. وفي سن 19 عاما، تزوجت وليام ميلر ويلسون. بعد عامين أنجبت ابنة تدعى إيما. في عمر الرابعة والعشرين، كتبت أولى رواياتها للمراهقين. حيث كانت جميع كتبها مصورة من قبل نيك شارات.

### الأسلوب
تميزت روايات ويلسون بتطرقها للعديد من المواضيع الشائكة بالنسبة للشباب، مثل المشردين والطلاق، إساءة المعاملة، الحب المستحيل، النساء اللاتي يتعرضن للضرب، الوصاية، والمرض النفسي، أو الشذوذ الجنسي.

## روابط خارجية
- جاكلين ويلسون على موقع IMDb (الإنجليزية)
- جاكلين ويلسون على موقع ميوزك برينز (الإنجليزية)
- جاكلين ويلسون على موقع ديسكوغز (الإنجليزية)
- جاكلين ويلسون على موقع قاعدة بيانات الفيلم (الإنجليزية)